# Почешур
Почешу́р (рос. Почешур) — присілок в Можгинському районі Удмуртії, Росія.
Урбаноніми:
- вулиці — Перша, Друга, Третя

## Населення
Населення — 137 осіб (2010; 135 в 2002).
Національний склад станом на 2002 рік:
- удмурти — 92 %